# Luís Serrão
Pour les articles homonymes, voir Serrão.
Luís Serrão est un administrateur colonial portugais qui fut gouverneur de l'Angola entre octobre 1588 et 1591.